# Jérémie Bela
Pour les articles homonymes, voir Bela.
Jérémie Bela, né le 8 avril 1993 à Melun, est un footballeur international angolais. Il évolue au poste de milieu offensif. 

## Biographie

### En club

#### Jeunesse
Jérémie Bela commence le football à l'âge de 6 ans à l'AS Herblay. Il rejoint en 2001 l'AS Évry puis intègre en 2006 l'INF Clairefontaine. Il est sélectionné à l'été 2008, en équipe de France des moins de 16 ans.

#### RC Lens
Après trois ans à l'INF Clairefontaine, Jérémie Bela arrive à l'âge de 16 ans au RC Lens grâce à Marc Westerloppe. Il devient un élément important de l'équipe réserve du club, en CFA lors de la saison 2011-2012. Il intègre l'effectif professionnel la saison suivante et dispute son premier match professionnel avec son club formateur le 5 octobre 2012 face au Chamois niortais, en remplaçant Lalaina Nomenjanahary. L'entraîneur Éric Sikora en fait un joueur régulier en équipe première, et il dispute plus de vingt matchs la première saison. L'arrivée d'Antoine Kombouaré durant l'intersaison 2013 va cependant changer la suite de la carrière lensoise de Bela, le joueur ne jouant que trois matchs et étant régulièrement blessé.

#### Dijon FCO
Après un essai en janvier, il rejoint le Dijon FCO librement et signe un contrat de deux ans et demi. Souvent blessé après son arrivée, il ne dispute que quatre matchs pendant ses six premiers mois en Bourgogne. Il inscrit six buts la saison suivante, et son entraîneur Olivier Dall'Oglio le considère comme l'une des plus grandes satisfaction de la saison. Sa saison 2015-2016 est marquée par des blessures, d'abord au genou en première partie de saison, puis au bras lors des dernières semaines de compétition. Cela ne l'empêche toutefois pas de participer à la montée en Ligue 1 de son équipe.

### En sélection nationale
En décembre 2023, il est retenu dans la liste des vingt-sept joueurs angolais sélectionnés par Pedro Gonçalves pour disputer la Coupe d'Afrique des nations 2023.

## Statistiques
| Saison                | Club                  | Championnat           | Championnat | Championnat | Championnat | Coupe nationale | Coupe nationale | Coupe nationale | Coupe de la Ligue | Coupe de la Ligue | Coupe de la Ligue | Total | Total | Total |
| Saison                | Club                  | Division              | M.          | B.          | P.d.        | M.              | B.              | P.d.            | M.                | B.                | P.d.              | M.    | B.    | P.d.  |
| 2012-2013             | RC Lens               | Ligue 2               | 16          | 1           | 1           | 5               | 2               | 0               | -                 | -                 | -                 | 21    | 3     | 1     |
| 2013-2014             | RC Lens               | Ligue 2               | 1           | 0           | 0           | -               | -               | -               | 2                 | 0                 | 0                 | 3     | 0     | 0     |
| Sous-total            | Sous-total            | Sous-total            | 17          | 1           | 1           | 5               | 2               | 0               | 2                 | 0                 | 0                 | 24    | 3     | 1     |
| 2013-2014             | Dijon FCO             | Ligue 2               | 4           | 0           | 0           | -               | -               | -               | -                 | -                 | -                 | 4     | 0     | 0     |
| 2014-2015             | Dijon FCO             | Ligue 2               | 33          | 6           | 1           | 1               | 0               | 0               | 1                 | 0                 | 0                 | 35    | 6     | 1     |
| 2015-2016             | Dijon FCO             | Ligue 2               | 23          | 4           | 1           | 1               | 0               | 0               | 2                 | 1                 | 0                 | 26    | 5     | 1     |
| 2016-2017             | Dijon FCO             | Ligue 1               | 14          | 0           | 1           | 2               | 1               | 0               | 1                 | 0                 | 0                 | 17    | 1     | 1     |
| Sous-total            | Sous-total            | Sous-total            | 74          | 10          | 3           | 4               | 1               | 0               | 4                 | 1                 | 0                 | 82    | 12    | 3     |
| 2017-2018             | Albacete Balompié     | LaLiga 2              | 33          | 5           | 0           | 1               | 2               | 0               | -                 | -                 | -                 | 34    | 7     | 0     |
| 2018-2019             | Albacete Balompié     | LaLiga 2              | 36          | 12          | 2           | 1               | 0               | 0               | -                 | -                 | -                 | 37    | 12    | 2     |
| Sous-total            | Sous-total            | Sous-total            | 69          | 17          | 2           | 2               | 2               | 0               | -                 | -                 | -                 | 71    | 19    | 2     |
| 2019-2020             | Birmingham City       | Championship          | 30          | 2           | 7           | 3               | 2               | 0               | -                 | -                 | -                 | 33    | 4     | 7     |
| 2020-2021             | Birmingham City       | Championship          | 35          | 3           | 6           | 2               | 0               | 0               | -                 | -                 | -                 | 37    | 3     | 6     |
| 2021-2022             | Birmingham City       | Championship          | 31          | 2           | 5           | -               | -               | -               | -                 | -                 | -                 | 31    | 2     | 5     |
| Sous-total            | Sous-total            | Sous-total            | 96          | 7           | 18          | 5               | 2               | 0               | -                 | -                 | -                 | 101   | 9     | 18    |
| 2022-2023             | Clermont Foot         | Ligue 1               | 19          | 1           | 1           | 1               | 0               | 0               | -                 | -                 | -                 | 20    | 1     | 1     |
| 2023-2024             | Clermont Foot         | Ligue 1               | 12          | 0           | 0           | -               | -               | -               | -                 | -                 | -                 | 12    | 0     | 0     |
| Sous-total            | Sous-total            | Sous-total            | 31          | 1           | 1           | 1               | 0               | 0               | -                 | -                 | -                 | 32    | 1     | 1     |
| 2024-2025             | Omonia 29 Maiou       | Cyprus League         | 19+4        | 1+2         | 0           | 1               | 0               | 0               | -                 | -                 | -                 | 24    | 3     | 0     |
| Total sur la carrière | Total sur la carrière | Total sur la carrière | 310         | 39          | 25          | 18              | 7               | 0               | 6                 | 1                 | 0                 | 334   | 47    | 25    |